# Orthotrichum cupulatum
Orthotrichum cupulatum (deutsch Becher-Goldhaarmoos oder Becherfrüchtiges Goldhaarmoos) ist eine Laubmoos-Art aus der Familie Orthotrichaceae.

## Merkmale
Die Art wächst in gelbgrünen, bräunlichen, teils auch rötlich-schwarzen Rasen oder Polstern. Die Pflanzen sind 1 bis 3 Zentimeter groß und wenig verzweigt. Die Blätter sind trocken anliegend, feucht aufrecht abstehend, oval-lanzettlich, 2 bis 3 Millimeter lang, oben stumpflich oder kurz zugespitzt, die Blattränder bis zur Blattspitze umgerollt. Die Blattrippe endet vor der Blattspitze. Die Laminazellen sind am Blattgrund rechteckig, wasserhell oder durchscheinend, im oberen Blattabschnitt mehr oder weniger rundlich, 10 bis 14 Mikrometer groß und papillös mit 1 bis 2 einfachen oder verzweigten Papillen.
Die Sporenkapsel ist in die Blätter eingesenkt oder etwas über die Blätter emporgehoben. Die Urne ist 16-streifig und eiförmig, entleert ist sie urnenförmig und unter der Mündung etwas verengt. Die Spaltöffnungen der Kapselwand sind kryptopor (eingesenkt). Die glockenförmige Kalyptra ist nackt oder wenig behaart, ebenso ist die Vaginula (Scheidchen, röhrige Hülle um den Sporogonfuß) nackt oder wenig behaart. Das einfache Peristom besteht aus 16 gelb-orangen, trocken aufrecht-abstehenden Zähnen. Ein Vorperistom (eine verkümmerte Struktur an der Basis der Peristomzähne) ist oft gut entwickelt. Sporen sind 12 bis 18 Mikrometer groß und warzig. Die Geschlechterverteilung ist autözisch.

## Varietät
Von der oben beschriebene Art wird von verschiedenen Autoren eine etwas abweichende Ausprägung als Orthotrichum cupulatum var. riparium Hübener, auch als Orthotrichum nudum Dicks. bezeichnet, unterschieden. Sie unterscheidet sich ökologisch (nasse Wuchsorte) und geringfügig auch morphologisch durch etwas mehr emporgehobene Kapseln und eine kahle Kalyptra. Eine klare Trennung ist aber wegen häufiger Übergangsformen oft nicht möglich.

## Standortansprüche
Orthotrichum cupulatum wächst auf sonnigem, kalkhaltigem Gestein vom Flachland bis in höhere Bergregionen. Die var. riparium besiedelt zeitweise überschwemmte Mauern, Wehren und Felsen an Flussufern.

## Verbreitung
Die Verbreitungsgebiete sind Europa, Teile Asiens (Kaukasus, Kaschmir), Nordafrika, Teile von Nordamerika, Australien und Neuseeland.
In Deutschland, Österreich und der Schweiz befinden sich die Vorkommen vorwiegend in den Kalkgebirgen, hier ist die Art gebietsweise verbreitet bis häufig, so im Jura. In den Nördlichen Kalkalpen kommt sie zerstreut vor. In anderen Gebieten ist sie selten oder fehlt.